# آلبوم ریچارد دی. جیمز
آلبوم ریچارد دی جیمز (به انگلیسی: Richard D. James Album) نام یک آلبوم الکترونیک از ریچارد دیوید جیمز، ملقّب به افکس توئین است. این آلبوم در سال ۱۹۹۶ تحت لیبل وارپ رکوردز منتشر شد. ازجمله ویژگی‌های این آلبوم اسفاده از نرم‌افزار سینث‌سایزر و ضرب‌های غیر عادی است. آلبوم ریچارد دی جیمز چهارمین آلبوم استودیویی منتشرشده به‌وسیلهٔ ریچارد دیوید جیمز تحت عنوان افکس توئین است. این آلبوم با تحسین بسیاری از سوی منتقدان موسیقی مواجه شد؛ برای نمونه پیچفورک مدیا آن را در جایگاه ۴۰ام فهرست "۱۰۰ آلبوم برتر دههٔ ۱۹۹۰" قرار داد و نیز ان‌ام‌ئی در سال ۲۰۰۳ آن را در رتبهٔ ۵۵ام فهرست "۱۰۰ آلبوم برتر تمام دوران‌ها" جای داد.